# 古沢昌之
古沢 昌之（ふるさわ まさゆき）は、日本の経営学者。関西学院大学商学部教授。
専門は国際人的資源管理論、国際経営論。博士(経営学：兵庫県立大学)。
多国籍企業学会代表理事・会長、国際ビジネス研究学会理事、異文化経営学会理事・関西部会長 兼 国際人的資源管理(IHRM)部会長。 一般財団法人アジア太平洋研究所上席研究員、日本経済学会連合評議員、一般財団法人海外産業人材育成協会(AOTS)関西運営委員も務める。

## 学歴
- 1986年03月, 関西学院大学経済学部卒業、学士(経済学)
- 1999年03月, 関西学院大学大学院商学研究科博士課程前期課程修了、修士（経営学）
- 2002年03月, 関西学院大学大学院商学研究科博士課程後期課程単位取得満期退学
- 2009年03月, 兵庫県立大学、博士（経営学）[1]

## 職歴
- 1986年 - 2002年, 財団法人関西生産性本部業務部課長等を歴任(財団法人日本生産性本部認定経営コンサルタント）
- 2002年 - 2004年, 大阪商業大学総合経営学部専任講師
- 2004年 - 2008年, 大阪商業大学総合経営学部助教授(准教授)
- 2008年 - 2017年, 大阪商業大学総合経営学部教授(大阪商業大学大学院地域政策学研究科経営革新専攻教授)
- 2012年 - 2013年, 英国レディング大学ヘンリービジネススクール客員研究員
- 2015年 - 2022年, 株式会社ダイヘン社外監査役
- 2014年 - 現在, 英国レディング大学ヘンリービジネススクール ジョン・H・ダニング国際経営研究所研究員(associate member)
- 2017年 - 2024年, 近畿大学経営学部教授
- 2018年 - 2024年, 近畿大学経営イノベーション研究所研究員
- 2018年 - 2024年, 近畿大学大学院商学研究科教授(博士前期課程・博士後期課程担当)
- 2019年 - 現在、一般財団法人アジア太平洋研究所上席研究員[2]
- 2024年 - 現在、関西学院大学商学部・大学院商学研究科(博士前期課程・博士後期課程担当)教授[3]

## 著書
- リストラクチャリングと組織文化(共), 白桃書房, 1993年
- 『ビジネス・ウィーク』を読む(共),生産性出版, 1994年
- 新グローバル組織論(共訳), 白桃書房, 1995年
- 現場イズムの海外経営(共), 白桃書房, 1997年
- 日本企業の経営革新(共), 白桃書房, 1998年
- 中国の労使関係と現地経営(共), 白桃書房, 1999年
- ホテル産業のグローバル戦略(共訳), 白桃書房, 2002年
- 産業集積の再生と中小企業(共), 世界思想社, 2003年
- 対中ビジネスの経営戦略(共), 蒼蒼社, 2003年
- 多様化する中小企業ネットワーク(共), ナカニシヤ出版, 2005年
- 大学生のためのアントレプレナーシップ入門(共), 大阪商業大学, 2007年
- ビジネスモデル･シンキング(共), 文眞堂, 2007年
- 新グローバル経営論(共), 白桃書房, 2007年
- グローバル人的資源管理論―「規範的統合」と「制度的統合」による人材マネジメント―(単), 白桃書房, 2008年
- 転換期を迎える東アジアの企業経営(共), 御茶の水書房, 2011年
- 多国籍企業と新興国市場(共), 文眞堂, 2012年
- 有斐閣経済辞典第5版(共), 有斐閣, 2013年
- 「日系人」活用戦略論―ブラジル事業展開における「バウンダリー・スパナー」としての可能性―(単), 白桃書房, 2013年
- Global Talent Management: Challenges, Strategies, and Opportunities(共), Springer, 2014年
- 国際ビジネスの新機軸(共), 同文舘, 2015年
- 新興国における人事労務管理と現地経営(共編著), 白桃書房, 2015年
- International Human Resource Management: Contemporary HR Issues in Europe (3rd edition) (共), Routledge, 2016年
- 国際ビジネス入門(共編著), 白桃書房, 2019年
- 関西復権の道―アジアとの共生を梃子として―(共), 中央経済社, 2020年
- 未来の多国籍企業―市場の変化から戦略の革新、そして理論の進化―(共), 文眞堂, 2020年
- ｢現地採用日本人｣の研究―在中国日系進出企業におけるSIEs(self-initiated expatriates)の実相と人的資源管理―(単), 文眞堂, 2020年[2]
- 外国人留学生の「就職・就労」と「採用・活用」―「ダイバーシティ & インクルージョン」の視点を踏まえた分析―(編著), 白桃書房, 2022年
- 生まれ変わる日本―多様性が活きる社会―(共), 文眞堂, 2024年

## 受賞
- 2009年07月, 日本公認会計士協会「第37回学術賞-MCS賞」
- 2010年07月, 多国籍企業学会「第1回学会賞」
- 2013年03月, ABSRC (Advances in Business-Related Scientific Research Conference) 2013 VENICE, "BEST PAPER AWARD"
- 2014年07月, 異文化経営学会「2014年度学会賞(著書の部)」
- 2015年07月, 多国籍企業学会「第6回学会賞 入江猪太郎賞」
- 2017年07月, 異文化経営学会「2017年度学会賞(論文の部)」
- 2020年07月, 多国籍企業学会「第11回学会賞 入江猪太郎賞」
- 2020年11月, 国際ビジネス研究学会「2020年度学会賞(単行本の部)」[4]

このほか、教育面では、近畿大学・古沢ゼミとして、「2018年度日本学生経済ゼミナール関西ブロック大会」(2018年)、「第66回日本学生経済ゼミナール大会」(2019年)及び「第68回日本学生経済ゼミナール大会」(2022年)で最優秀賞受賞や上位入賞をするなどしている。